# Baquiario

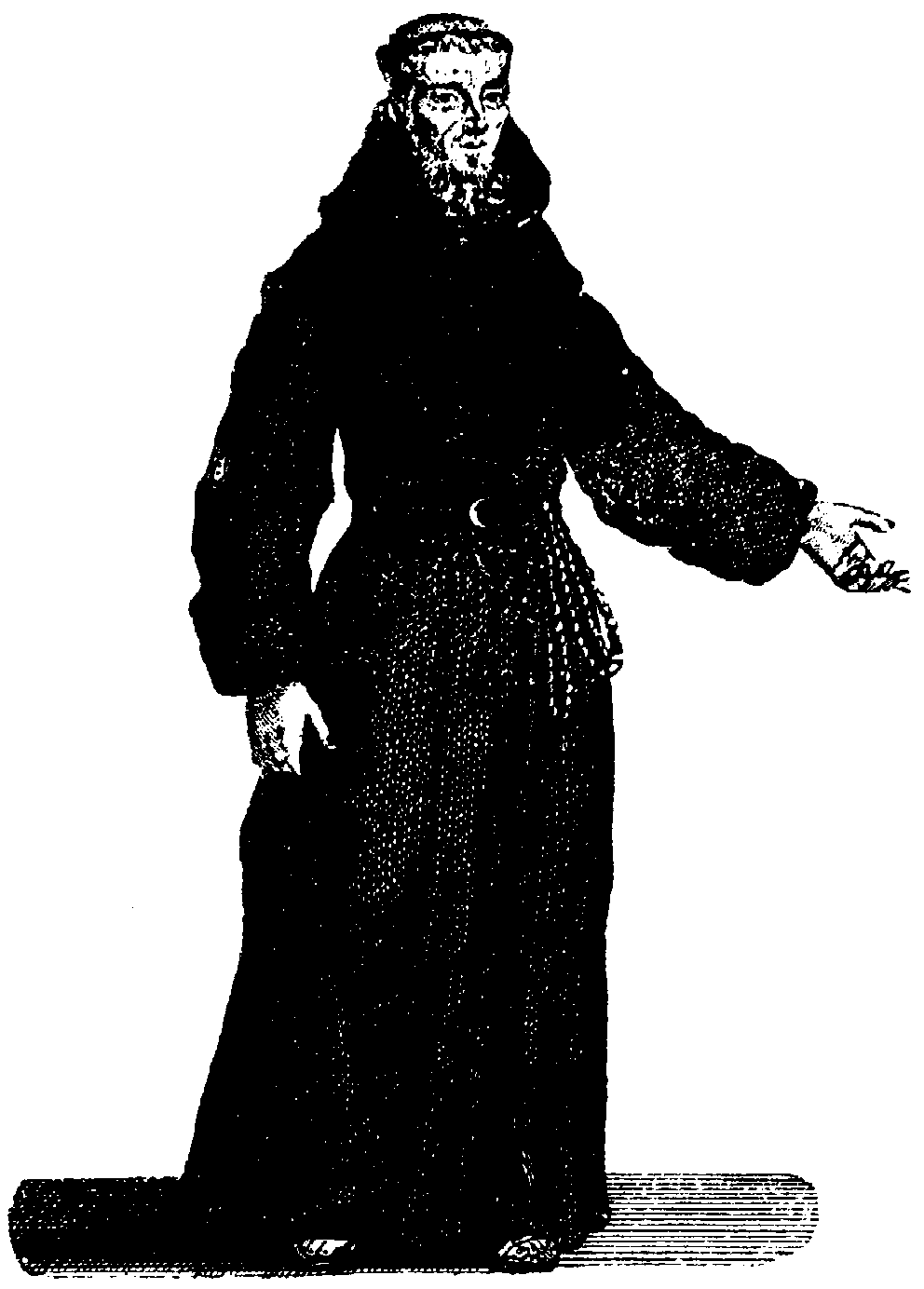
El origen del movimiento monacal cristiano surge en Oriente, y se atribuye a San Pacomio, en torno al 323 d. C. En Occidente, el primer cenobita reconocido por la Iglesia Católica es San Martín de Tours, primero ermitaño en Ligugé en el 361, que establece posteriormente su cenobio en Marmoutier. En la imagen, un monje agustino.

Baquiario (Bachiarius) fue un monje itinerante de origen probablemente gallego, que vivió a finales del siglo IV y principios del siglo V, y falleció probablemente el año 425. Algunas fuentes lo consideran natural de Irlanda y discípulo de San Patricio. Se le atribuye ser el primer monje con nombre conocido de la historia del cristianismo occidental. Es, junto con la monja gallega Egeria, uno de los primeros monjes viajeros que establecieron contactos entre Occidente, África y Oriente Medio.

## Biografía
Fue acusado de priscilianista, por lo que tuvo que exiliarse a pesar de varios escritos al papa Inocencio I en los que hace gala de su ortodoxia (Libellus de fide). Según la versión más aceptada, varios obispos de la Bética acusaron a este monje de seguir la doctrina de Prisciliano, por lo que se dirigió a Roma para defenderse ante el Papa. Entonces redactó su Libellus de fide, una obra erudita donde abusa un poco de la alegoría y expone sus ideas sobre Dios, la Santísima Trinidad, el hombre, el demonio y el canon de las Escrituras, gracias a la cual resultó absuelto por más que en este escrito demuestre simpatía por el Ofismo y la Astrología y no se halle en él una condena explícita al Priscilianismo. El autor condena a Helvidio, pero nunca menciona a Orígenes y Prisciliano, aunque sostiene posiciones cercanas a estos autores. Volvió entonces a España y ocho años después tuvo que volver a huir, esta vez a consecuencia de la invasión de los Vándalos.
La mayor parte de la escasa información directa sobre Baquiario procede de la obra De Viris Illustribus, del presbítero marsellés Gennadius de finales del siglo V, que contiene un centenar de cortas biografías al estilo del libro de mismo título de San Jerónimo (de hecho pretende ser una continuación del mismo). 
Algunas fuentes identifican a Baquiario con el poco conocido Obispo Peregrino, autor del prólogo a los "Cánones in Pauli apostoli epistolas", previos a las cartas de San Pablo cuya autoría se atribuye a Prisciliano. Esta identificación se funda en la frase con que inicia su profesión de fe: «Peregrinus ego sum...», y en su supuesto priscilianismo.
Se ha definido a Baquiario como "galaico, optimista e ignorante", en una semblanza que parece adelantar la de los monjes mendicantes y goliardos de la Alta Edad Media.
El tipo de cristianismo monacal itinerante que promueve se basa en una concepción teológica del viaje como peregrinatio pro Christo, diferente de la concepción de fuga mundi que proclamará San Benito muy poco después.
Hacia el año 400 escribió una carta a un diácono en la que se emplea, por primera vez en un texto hispano, la palabra "monasterio".
En su Reparatione describió la toma de Roma por Alarico en primera persona, por lo que se estima que estaba allí en esa fecha (410 d. C.)

## Obras
- Libellus de fide, compuesto hacia el 415; es una profesión de fe en la que se defiende de las acusaciones de Priscilianismo. Hay dos recensiones de esta obra, una publicada por Ludovico Antonio Muratori y otra, de texto mucho más cuidado, perteneciente al monasterio de Ripoll, que podría ser original, según M. Cappuis, o bien una corrección de Genadio, según A. Mundó.[8] Expone su doctrina sobre la Santísima Trinidad, la encarnación, la resurrección de la carne, el origen del alma, la naturaleza del hombre, la naturaleza y origen del demonio, el ayuno, el canon de las Escrituras y el uso de los Evangelios apócrifos.
- Epístula ad Ianuarium de reparatione lapsi, de sobre el 410, donde escribe al monje Januario acerca de la readmisión en la comunidad de un hermano que ha seducido a una monja
- Cena Cipriani, tratado humorístico, crítica a Juliano el Apóstata
- De reparatione lapsi y De fide.[9]
- Priscilliani in Pauli Apostoli Epistulas Canones a Peregrino Episcopo emendati, prólogo arriba mencionado. De esta compilación se conocen gran número de códices porque en las antiguas Biblias españolas se incluían delante de las epístolas de San Pablo (antes de que George Schepps descubriera en el año 1885 que su autor era el hereje Prisciliano. Anteriormente a esa fecha se atribuían a San Jerónimo).
- G. Morín le atribuye dos cartas del manuscrito de Sant Gall 190, de clara influencia priscilianista